# New Sensations (studio)
New Sensations è uno studio cinematografico pornografico americano. È la società controllante di Digital Sin e HotwifeXXX. New Sensations è stata fondata nel 1993 da Scott Taylor che ha prodotto la serie Video Virgins, andata in onda dal 1993 al 1998.

## Riconoscimenti
Lo studio ha ottenuto oltre 100 premi nei maggiori concorsi dell'industria tra i quali:
AVN Awards
- 1995 - Best Amateur Series per Video Virgins[5]
- 2000 - Best All-Girl Feature per The Four Finger Club 2[5]
- 2001 - Best Special Effects per Intimate Expressions[5]
- 2001 - Best Video Feature per Dark Angels[5]
- 2001 - Best Videography a Jake Jacobs e Nic Andrews per Dark Angels[5]
- 2005 - Best Foreign All-Sex Series a Pleasures of the Flesh[5]
- 2006 - Best Videography a Nic Andrews per Dark Angels 2: Bloodline[5]
- 2008 - Best Big Bust Series per Big Natural Breasts[6]
- 2009 - Best New Series per Ashlynn Goes to College[7]
- 2009 - Best Vignette Series per Ashlynn Goes to College[7]
- 2010 - Best All-Sex Series per Addicted[8]
- 2011 - Best New Series per Romance Series[9]
- 2013 - Best Romance Release per Torn[10]
- 2018 - Best Orgy/Gangbang Movie per My First Gangbang[11]
- 2019 - Best Ethnic Movie per My Asian Hotwife 3[12]
- 2020 - Best Oral Production per My Wife’s First Blowbang 3[13]

XBIZ Awards
- 2010 - Porn Parody Of The Year per The Office: A XXX Parody[14]
- 2011 - Parody Studio Of The Year[14]
- 2011 - Parody Release Of The Year per The Big Lebowski: A XXX Parody[14]
- 2012 - Feature Studio Of The Year[15]
- 2012 - Couples-Themed Release Of The Year per Love is a Dangerous Game [15]
- 2013 - Studio Of The Year[16]
- 2013 - All-Sex Series Of The Year per Pretty Dirty[16]
- 2013 - Couples-Themed Release Of The Year per Torn[16]
- 2013 - Couples-Themed Line Of The Year per la Romance Series[16]
- 2013 - Screenplay Of The Year per Torn[16]
- 2014 - All-Sex Series Of The Year per Pretty Dirty[17]
- 2014 - Couples-Themed Line Of The Year per la Romance Series[17]
- 2015 - Couples-Themed Release Of The Year per The Sexual Liberation of Anna Lee[18]
- 2016 - Vignette Release Of The Year per A Hotwife Blindfolded[19]
- 2017 - Vignette Release Of The Year per The Proposal[20]
- 2019 - Couples-Themed Release Of The Year per Love In The Digital Age[21]

XRCO Award
- 2002 - Dvd Of The Year per Dark Angels[22]
- 2003 - Best Pro-Am Series per Shane's World[23]
- 2009 - Best Comedy - Non-parody per Ashlynn Goes To College 2[24]
- 2011 - Best Parody - Comedy per The Big Lebowski: A XXX Parody[25]
- 2012 - Best Release per Lost And Found[26]
- 2015 - Best Release per Second Chances[27]
- 2018 - Best Release per The Submission Of Emma Marx: Evolved[28]
- 2022 - Best Girl/girl Series per Girls Lovin' Girls[29]